# Domingão (programa de televisão)
Domingão é um programa de televisão emitido inicialmente nas tardes de domingo da SIC, posteriormente durante todo o dia de domingo e agora emitido novamente apenas nas tardes de domingo.
Inicialmente o programa tinha por objetivo ajudar os artistas que não podiam dar concertos devido à Pandemia de Covid-19.

## História
Com a Pandemia de Covid-19 a assolar o mundo, Portugal não é exceção e a SIC criou este programa com o intuito de levar música aos portugueses e dar palco aos artistas que viram os seus concertos cancelados ou adiados por culpa do Coronavírus.
Um palco no parque de estacionamento da SIC e um camião-palco pelas ruas do país são os ingredientes principais para alegrar os portugueses com cuidado e em segurança.
João Baião, João Paulo Sousa, Raquel Tavares, Débora Monteiro, Melânia Gomes, as "Dominguetes" (bailarinas), os "Domingatos" (bailarinos), Fernando Rocha e as suas anedotas fazem a festa  nas instalações da SIC, enquanto Luciana Abreu e Emanuel, acompanhados por outros artistas, comandam o camião-palco, que anima uma localidade diferente a cada emissão. Diana Chaves fez parte do leque inicial de apresentadores. Posteriormente, Fernando Rocha passa também a apresentar o programa.
A 27 de setembro de 2020, o programa surge com imagem renovada.
A 15 de novembro de 2020, altura em que Portugal entrou numa fase mais crítica da pandemia o que fez com que aos fins-de-semana fosse decretado um recolher obrigatório a partir das 13:00, o "Domingão" passou a ser emitido de manhã das 9h às 12h a partir do estúdio do programa Olhó Baião! e com a presença do camião-palco a percorrer Portugal. À tarde, estreou uma nova versão do programa denominada "Domingão em Casa" feito a partir do estúdio do programa Casa Feliz com o objetivo de mostrar que as pessoas devem permanecer em casa. 
Esta versão do programa deixa de contar com a presença do camião-palco comandado por Luciana Abreu e Emanuel, contando só com a apresentação de Débora Monteiro, João Baião, João Paulo Sousa e Raquel Tavares na apresentação.
A 20 de dezembro de 2020, as emissões da tarde, voltam aos seus moldes iniciais.
Com o fim do "Olhó Baião!" no final do ano de 2020, o estúdio deste programa é renovado para as emissões da parte da manhã do "Domingão".
A 17 de janeiro de 2021 José Figueiras integrou a equipa do programa, passando a apresentar a parte da manhã a solo.
Devido aos fracos resultados da parte do programa emitida nas manhãs de domingo, a partir de fevereiro de 2021, o programa passa a ser emitido apenas da parte da tarde. "Olhá SIC" foi o programa que se sucedeu nas manhãs de domingo do canal.
Com o estado da pandemia a agravar-se em Portugal, a partir de 17 de janeiro de 2021 e até 28 de fevereiro de 2021, o camião-palco deixa de percorrer o país e passa a marcar presença no recinto do programa.
Já com a pandemia a evoluir favoravelmente no país, de 7 de março de 2021 a 18 de abril de 2021, a cada semana, o camião-palco passa a marcar presença num lar, com o intuito de homenagear os mais velhos que foram os que mais sofreram com a pandemia.
Com o desconfinamento a avançar a um ritmo positivo, a 25 de abril de 2021, curiosamente no Dia da Liberdade, o camião-palco passa novamente a percorrer o país.
A partir de 31 de outubro de 2021, o programa deixa de ser realizado no exterior das instalações do Parque Holanda e passa a ser feito num amplo estúdio, o mesmo utilizado para o programa das manhãs de domingo, Olhá SIC.
Com a chegada do verão, o programa deixa o estúdio e volta a ser exibido no exterior das instalações do canal.
A 10 de julho de 2022 o "Domingão" é emitido, excecionalmente, no período da manhã, das 9 às 12 horas, pois nas tardes desse fim de semana a SIC transmitiu o "Festival da Comida Continente", com a apresentação de João Baião, Diana Chaves, João Paulo Sousa, Melânia Gomes, Miguel Costa, Carolina Patrocínio, Jessica Athayde e Carolina Loureiro. 
Neste dia, o "Domingão Especial Manhã de Festa" é apresentado por Luciana Abreu, Raquel Tavares, Emanuel, Fernando Rocha e, excecionalmente, por Iva Lamarão.
No dia 28 de agosto de 2022, Mónica Sintra integrou o leque de apresentadores do programa, ao lado de Emanuel, substituindo Luciana Abreu no camião palco.
De janeiro a março de 2023, Iva Lamarão e Cláudia Borges foram apresentadoras do programa, de forma regular.
Em março de 2023, Micaela junta-se à equipa de apresentadores.
A partir de 25 de fevereiro de 2024, durante umas semanas, o programa passou a contar com um novo segmento, intitulado "Dominguinho da Semana", em que a cada emissão uma criança, até aos 12 anos, tem a oportunidade de subir ao palco para cantar um tema à sua escolha.
A 4 de maio de 2025 o programa deixa, pela primeira vez, as instalações do canal e é feito, ao vivo, no exterior, mais concretamente no Anfiteatro do Parque Central da Amadora, ao mesmo tempo que o palco móvel se mantém a percorrer uma localidade do país, neste caso o município de Leiria.

## Equipa
| Apresentadores    | Período                                                                            |
| ----------------- | ---------------------------------------------------------------------------------- |
| Diana Chaves      | 2020                                                                               |
| Emanuel           | 2020 - presente                                                                    |
| Fernando Rocha    | 2020 - presente                                                                    |
| João Baião        | 2020 - presente                                                                    |
| João Paulo Sousa  | 2020 - presente                                                                    |
| Luciana Abreu     | 2020 - presente                                                                    |
| Raquel Tavares    | 2020 - 2022                                                                        |
| Raquel Tavares    | 2023 (esporádica)                                                                  |
| Carolina Loureiro | 2020 (Especial Nazaré)                                                             |
| Débora Monteiro   | 2020 - presente                                                                    |
| José Figueiras    | 2021 / 2022 / 2025 (substituto)                                                    |
| Melânia Gomes     | 2021                                                                               |
| Melânia Gomes     | 2022 - presente                                                                    |
| Iva Lamarão       | 2021 (Especial Dia de Festa - apresentadora do sorteio especial)                   |
| Iva Lamarão       | 2022 (Especial Manhã de Festa)                                                     |
| Iva Lamarão       | 2023 (esporádica)                                                                  |
| Mónica Sintra     | 2022 (Especial Associações Recreativas - apresentadora substituta do camião-palco) |
| Cláudia Borges    | 2023 (esporádica)                                                                  |
| Cláudia Borges    | 2025 (substituta)                                                                  |
| Micaela           | 2023 - presente                                                                    |
| Sofia Ribeiro     | 2023 (Especial Festa de São João)                                                  |
| Sofia Arruda      | 2023 (Especial Comédia à Portuguesa - apresentadora substituta do camião-palco)    |
| Maria Dominguez   | 2024 (Especial Festas Populares - apresentadora substituta do camião-palco)        |

| Repórteres      | Período                                                                                    |
| --------------- | ------------------------------------------------------------------------------------------ |
| Jani Gabriel    | 2020 (Especial Nazaré - repórter, a partir da Nazaré)                                      |
| Maria Dominguez | 2022 (Especial Dia de Festa - repórter, em direto do Coliseu dos Recreios)                 |
| Iva Lamarão     | 2023 (Especial Santos Populares - repórter, em direto do "Santódromo", na Doca da Marinha) |
| Iva Lamarão     | 2024 / 2025 (Especial Carnaval - repórter, em direto de Ovar)                              |
| Cláudia Borges  | 2023 (Especial Arraial SIC - repórter, em direto do "Santódromo", na Doca da Marinha)      |
| Cláudia Borges  | 2025 (Especial Carnaval - repórter, em direto de Podence)                                  |
| Miguel Costa    | 2025 (Especial Arraial de Verão - repórter, a partir de Pontault-Combault, França)         |
| Miguel Costa    | 2025 (Especial Bailes de Verão - repórter, a partir da loja LIDL Belenenses)               |

## Passatempos
Inicialmente, o passatempo, herdado do programa Olhó Baião!, tinha o nome "Mealheiro da Sorte". 
Posteriormente, ainda em 2020, foi substituído pelo "Camião da Sorte", que tal como o primeiro iniciava com um valor que aumentava ao longo da emissão. 
Em maio de 2024 deu lugar a um novo passatempo que, ao contrário dos anteriores, conta com valores monetários fixos e não tem um nome definido.

## Audiências
| "DOMINGÃO"         |                         |                         |      |       |        |
| 1                  | 21 de junho de 2020     | 670.700                 | 7.1  | 20.1% | [ 4 ]  |
| 2                  | 28 de junho de 2020     | 656.700                 | 6.9  | 18.9% | [ 5 ]  |
| 3                  | 5 de julho de 2020      | 732.600                 | 7.7  | 22.1% | [ 6 ]  |
| 4                  | 12 de julho de 2020     | 647.800                 | 6.8  | 20.6% | [ 7 ]  |
| 5                  | 19 de julho de 2020     | 662.500                 | 7.0  | 20.0% | [ 8 ]  |
| 6                  | 26 de julho de 2020     | 617.900                 | 6.5  | 18.9% | [ 9 ]  |
| 7                  | 2 de agosto de 2020     | 608.100                 | 6.4  | 19.6% | [ 10 ] |
| 8                  | 9 de agosto de 2020     | 628.000                 | 6.6  | 19.1% | [ 11 ] |
| 9                  | 16 de agosto de 2020    | 626.700                 | 6.6  | 18.7% | [ 12 ] |
| 10                 | 23 de agosto de 2020    | 640.300                 | 6.8  | 19.8% | [ 13 ] |
| 11                 | 30 de agosto de 2020    | 651.600                 | 6.9  | 20.1% | [ 14 ] |
| 12                 | 6 de setembro de 2020   | 607.500                 | 6.4  | 18.8% | [ 15 ] |
| 13                 | 13 de setembro de 2020  | 531.400                 | 5.6  | 15.8% | [ 16 ] |
| 14                 | 20 de setembro de 2020  | 597.300                 | 6.3  | 16.3% | [ 17 ] |
| 15                 | 27 de setembro de 2020  | 655.700                 | 6.9  | 18.0% | [ 18 ] |
| 16                 | 4 de outubro de 2020    | 677.100                 | 7.2  | 18.0% | [ 19 ] |
| 17                 | 11 de outubro de 2020   | 635.600                 | 6.7  | 17.6% | [ 20 ] |
| 18                 | 18 de outubro de 2020   | 647.300                 | 6.8  | 17.3% | [ 21 ] |
| 19                 | 25 de outubro de 2020   | 840.200                 | 8.9  | 18.6% | [ 22 ] |
| 20                 | 1 de novembro de 2020   | (sem dados disponíveis) | 7.3  | 15.7% | [ 23 ] |
| 21                 | 8 de novembro de 2020   | 769.300                 | 8.1  | 17.5% | [ 24 ] |
| "DOMINGÃO EM CASA" |                         |                         |      |       |        |
| 22                 | 15 de novembro de 2020  | 947.900                 | 10.0 | 19.0% | [ 25 ] |
| 23                 | 22 de novembro de 2020  | 753.500                 | 8.0  | 15.5% | [ 26 ] |
| 24                 | 29 de novembro de 2020  | 820.100                 | 8.7  | 16.5% | [ 27 ] |
| 25                 | 13 de dezembro de 2020  | 793.900                 | 8.4  | 16.3% | [ 28 ] |
| "DOMINGÃO"         |                         |                         |      |       |        |
| 26                 | 20 de dezembro de 2020  | 808.100                 | 8.5  | 17.6% | [ 29 ] |
| 27                 | 3 de janeiro de 2021    | 812.200                 | 8.2  | 15.8% | [ 30 ] |
| 28                 | 10 de janeiro de 2021   | 746.400                 | 7.9  | 14.8% | [ 31 ] |
| 29                 | 17 de janeiro de 2021   | 724.900                 | 7.7  | 15.5% | [ 32 ] |
| 30                 | 24 de janeiro de 2021   | 755.600                 | 8.0  | 15.2% | [ 33 ] |
| 31                 | 31 de janeiro de 2021   | 860.700                 | 9.1  | 16.3% | [ 34 ] |
| 32                 | 7 de fevereiro de 2021  | 1.011.000               | 10.7 | 19.8% | [ 35 ] |
| 33                 | 14 de fevereiro de 2021 | 797.300                 | 8.4  | 18.4% | [ 36 ] |
| 34                 | 21 de fevereiro de 2021 | (sem dados disponíveis) | 8.4  | 17.2% | [ 37 ] |
| 35                 | 28 de fevereiro de 2021 | 736.000                 | 7.8  | 18.1% | [ 38 ] |
| 36                 | 7 de março de 2021      | 976.000                 | 10.3 | 22.3% | [ 39 ] |
| 37                 | 14 de março de 2021     | 797.300                 | 8.4  | 19.1% | [ 40 ] |
| 38                 | 21 de março de 2021     | 748.000                 | 7.9  | 18.2% | [ 41 ] |
| 39                 | 28 de março de 2021     | 729.500                 | 7.7  | 18.6% | [ 42 ] |
| 40                 | 11 de abril de 2021     | 688.400                 | 7.3  | 17.8% | [ 43 ] |
| 41                 | 18 de abril de 2021     | (sem dados disponíveis) | 6.4  | 16.3% | [ 44 ] |
| 42                 | 25 de abril de 2021     | 796.300                 | 8.4  | 18.3% | [ 45 ] |
| 43                 | 2 de maio de 2021       | 738.200                 | 7.8  | 22.3% | [ 46 ] |
| 44                 | 9 de maio de 2021       | 858.300                 | 9.1  | 21.5% | [ 47 ] |
| 45                 | 16 de maio de 2021      | 722.000                 | 7.6  | 20%   | [ 48 ] |
| 46                 | 23 de maio de 2021      | 650.300                 | 6.9  | 17.9% | [ 49 ] |
| 47                 | 30 de maio de 2021      | 644.000                 | 6.8  | 18.8% | [ 50 ] |
| 48                 | 6 de junho de 2021      | 678.500                 | 7.2  | 20.2% | [ 51 ] |
| 49                 | 13 de junho de 2021     | 694.300                 | 7.3  | 19.7% | [ 52 ] |
| 50                 | 20 de junho de 2021     | 770.700                 | 8.1  | 19.9% | [ 53 ] |
| 51                 | 27 de junho de 2021     | (sem dados disponíveis) | 7.9  | 20.6% | [ 54 ] |
| 52                 | 4 de julho de 2021      | (sem dados disponíveis) | 7.9  | 21.1% | [ 55 ] |
| 53                 | 11 de julho de 2021     | (sem dados disponíveis) | 7.0  | 19.1% | [ 56 ] |
| 54                 | 18 de julho de 2021     | 617.100                 | 6.5  | 18.6% | [ 57 ] |
| 55                 | 25 de julho de 2021     | 688.300                 | 7.3  | 19.3% | [ 58 ] |
| 56                 | 1 de agosto de 2021     | 700.100                 | 7.4  | 20.3% | [ 59 ] |
| 57                 | 8 de agosto de 2021     | 603.100                 | 6.4  | 19.0% | [ 60 ] |
| 58                 | 15 de agosto de 2021    | 555.800                 | 5.9  | 17.1% | [ 61 ] |
| 59                 | 22 de agosto de 2021    | 708.000                 | 7.5  | 21.1% | [ 62 ] |
| 60                 | 29 de agosto de 2021    | 582.600                 | 6.2  | 17.2% | [ 63 ] |
| 61                 | 5 de setembro de 2021   | 694.600                 | 7.3  | 21.4% | [ 64 ] |
| 62                 | 12 de setembro de 2021  | 615.000                 | 6.5  | 17.8% | [ 65 ] |
| 63                 | 19 de setembro de 2021  | 674.100                 | 7.1  | 19.8% | [ 66 ] |
| 64                 | 26 de setembro de 2021  | 641.900                 | 6.8  | 18.7% | [ 67 ] |
| 65                 | 3 de outubro de 2021    | 569.900                 | 6.0  | 15.6% | [ 68 ] |
| 66                 | 10 de outubro de 2021   | 617.200                 | 6.5  | 18.6% | [ 69 ] |
| 67                 | 17 de outubro de 2021   | 715.500                 | 7.6  | 18.6% | [ 70 ] |
| 68                 | 24 de outubro de 2021   | 678.400                 | 7.2  | 18.9% | [ 71 ] |
| 69                 | 31 de outubro de 2021   | 793.800                 | 8.4  | 19.8% | [ 72 ] |
| 70                 | 7 de novembro de 2021   | 685.200                 | 7.2  | 18.2% | [ 73 ] |
| 71                 | 14 de novembro de 2021  | 747.300                 | 7.9  | 20.1% | [ 74 ] |
| 72                 | 21 de novembro de 2021  | 765.300                 | 8.1  | 19.9% | [ 75 ] |

- É o programa líder de audiências nas tardes de domingo desde o início, terminando assim com o período áureo do Somos Portugal, da TVI, que comandava o horário há cerca de 9 anos. Em 2024 o Domingão começa a perder força e a partir de abril passa a ver-se ultrapassado pelo concorrente direto, começando assim a dividir a liderança.